# Ancien aéroport international Francisco-Mendes
L'aéroport international Francisco-Mendes (code IATA : RAI • code OACI : GVFM) est un ancien  aéroport du Cap-Vert situé dans le quartier Achada Grande Frente de Praia sur l'île de Santiago, elle-même située dans le groupe des îles de Sotavento, au sud de l'archipel. 

## Histoire
Créé en 1961, il reçoit ultérieurement le nom de Francisco Mendes dit Chico Té (1939-1978), leader nationaliste et Premier ministre de Guinée-Bissau.
L'aéroport cesse ses activités en 2005. Il est remplacé par l'aéroport international de Praia (qui a le même code AITA, RAI), qui reçoit en 2012 l'appellation d'aéroport international Nelson-Mandela. 